# Loweia italorum
Loweia italorum är en fjärilsart som beskrevs av Ruggero Verity 1919. Loweia italorum ingår i släktet Loweia och familjen juvelvingar. Inga underarter finns listade i Catalogue of Life.